# Monte Arayat
Il Monte Arayat è uno stratovulcano estinto delle Filippine che si eleva per 1 026 m.s.l.m. nel territorio della municipalità di Arayat, nella  regione del Luzon Centrale, nella parte settentrionale dello Stato asiatico.
Il vulcano, interamente coiperto di foresta e principalmente costituito di basalto e andesite, svetta sulla pianura centrale dell'isola di Luzon a nord-est di Angeles, nella provincia di Pampanga, circa 50 km a Est del vulcano Pinatubo. Un largo cratere fratturato sommitale sembrerebbe essere la sorgente di una vasta frana collinosa composta di vari materiali eruttivi a Ovest e Nord-ovest del vulcano.
Le varie attività eruttive del passato hanno creato un duomo di lava in andesite conosciuto come White Rocks (rocce bianche) che si erge sui bordi dell'anfiteatro formatosi dopo lo sprofondamento dell'edificio. Non vi sono notizie di attività vulcaniche negli ultimi duemila anni, se non alcune attività fumaroliche che hanno origine nei pressi del cratere.
L'Arayat è compreso nel territorio del Parco nazionale del Monte Arayat, area naturale protetta istituita nel 1937.